# Camilo Cuello Vitale
Camilo Cuello Vitale (Córdoba, 7 de agosto de 1992) es un actor argentino. Es hijo de la cantante, compositora y música Liliana Vitale. Por parte de madre, es sobrino del compositor y músico Lito Vitale y primo de la actriz y cantante Emme.

## Filmografía

### Cine
| Año  | Título                        | Personaje     | Notas        |
| ---- | ----------------------------- | ------------- | ------------ |
| 2009 | Las viudas de los jueves      | Juani         |              |
| 2010 | El Mural                      | Carlos Botana |              |
| 2011 | Dulce de Leche                | Luis          |              |
| 2012 | Últimas vacaciones en familia | Joaquín       |              |
| 2015 | Onyx                          | Juan          |              |
| 2015 | 55 pastillas                  |               | Cortometraje |

### Televisión
| Año       | Título                     | Personaje | Notas                     | Canal      |
| --------- | -------------------------- | --------- | ------------------------- | ---------- |
| 2011      | El puntero                 |           |                           | Canal 13   |
| 2011      | Televisión x la inclusión  | Ramiro    | Matonaje escolar          | Canal 9    |
| 2011-2012 | El paraíso                 | Nacho     |                           | TV Pública |
| 2012      | Amores de historia         | Andrés    | Capítulo Andrés y Leticia | Canal 9    |
| 2013      | Televisión por la justicia |           | Lazos que duelen          | Canal 9    |

## Teatro
| Año  | Título | Personaje | Notas | Director | Teatro       |
| ---- | ------ | --------- | ----- | -------- | ------------ |
| 2015 | Bondi  |           |       |          | Inbocca Lupo |